# Tongrube Ochtersum
Die Tongrube Ochtersum ist eine aufgelassene Tongrube in der niedersächsischen Stadt Hildesheim. Die Tongrube ist als Naturdenkmal und FFH-Gebiet ausgewiesen.

## Lage
Die Tongrube liegt am Osthang des Steinbergs als Teil des Innersteberglandes in Hildesheimer Stadtteil Ochtersum. Sie grenzt nach Westen an die bewaldeten Hänge des Steinbergs. Nach Norden und Süden grenzt sie an Siedlungsbereiche des Hildesheimer Stadtteils, im Osten wird sie von einer Straße begrenzt.

## Geschichte
Die Tongrube entstand infolge von Tonabbau am Osthang des Steinberges. Ton wurde hier ab dem 18. Jahrhundert abgebaut. In den 1850er-Jahren wurde in Hildesheim eine Ziegelei gegründet, die das Gelände als Abbaugebiet nutzte. Die Ziegelei wurde 1962 stillgelegt. Die Tongrube fiel in der Folge brach und wurde sich selbst überlassen. Ende der 1960er-Jahre plante die Stadt Hildesheim, das Gelände für den Bau von Wohnhäusern zu erschließen. Der Nachweis von Gelbbauchunken in den ehemaligen Abbaugewässern verhinderte dies. Ein Teil der Grube wurde 1971 planiert.
Die Tongrube wurde 1977 als Amphibienbiotop einstweilig sichergestellt und zum 31. Dezember 1983 als Naturdenkmal „Amphibien-Biotop Ochtersum“ ausgewiesen. Im Dezember 1993 wurde die Tongrube als FFH-Gebiet „Tongrube Ochtersum“ ausgewiesen. Das FFH-Gebiet ist 1,42 Hektar groß und damit eines der kleinsten FFH-Gebiete in Niedersachsen. Zuständige untere Naturschutzbehörde ist die Stadt Hildesheim.

## Beschreibung

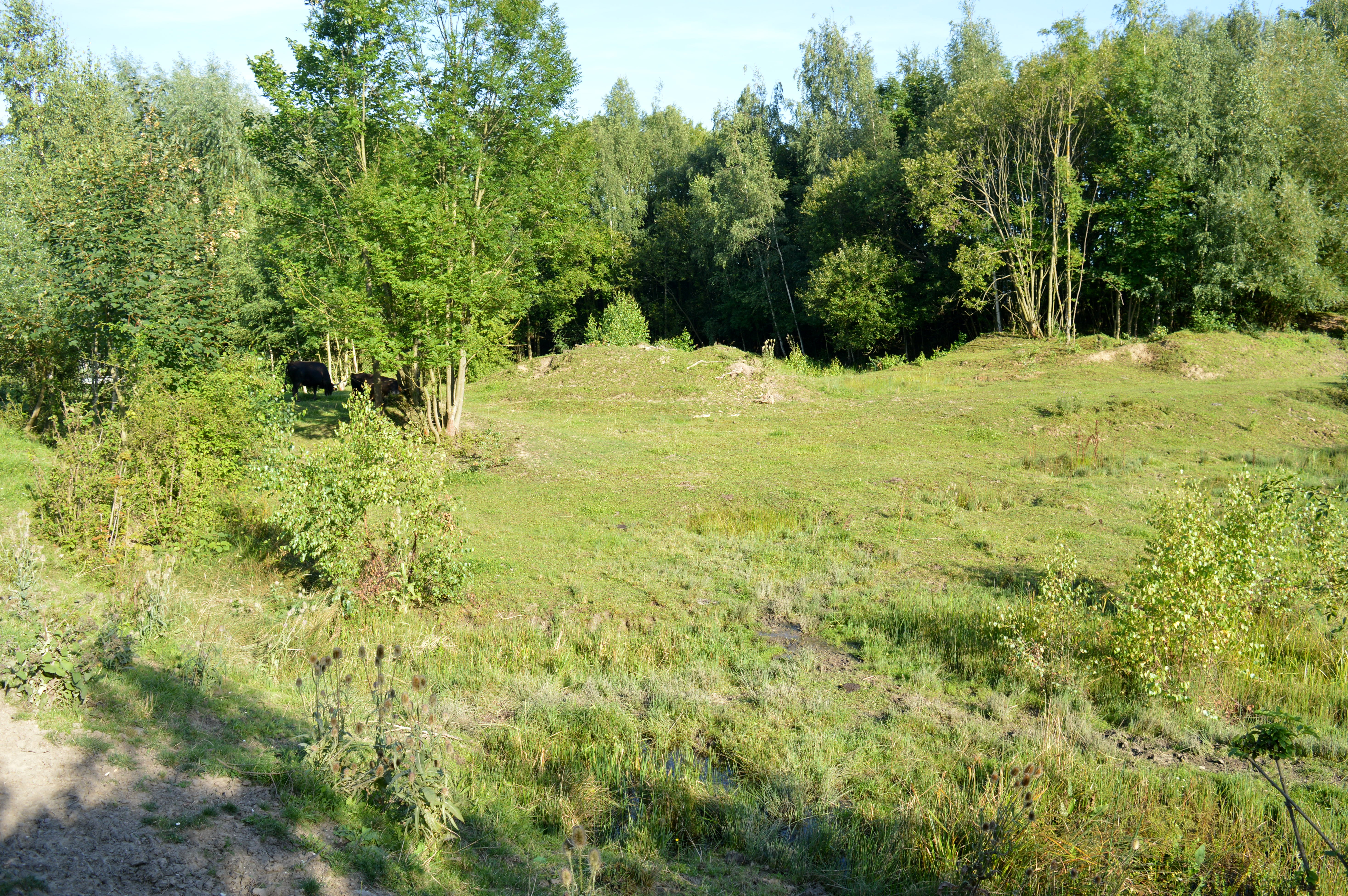
Grasflur in der Tongrube

Die ehemalige Tongrube wird von Abbaugewässern, Aufschüttungen und Hangabschnitten geprägt, die sich zum Steinberg steil erheben. Der größte Teil des Gebietes wird von Grünland mit Gras- und Staudenfluren sowie Gehölzen eingenommen. Auf etwa einem Fünftel des Gebietes sind Feuchtbiotope mit nährstoffreichen Gewässern und teilweise temporären Kleingewässern mit Flachwasser- und Verlandungszonen ausgebildet. Hier sind Röhrichte, Flutrasen und versumpfte Bereiche zu finden. Die Gewässer sind als naturnahe Stillgewässer mit Laichkraut- oder Froschbissgesellschaften ausgeprägt. Sie beherberge Glänzendes Laichkraut, Schwimmendes Laichkraut, Alpenlaichkraut, Durchwachsenes Laichkraut, Krauses Laichkraut, Raues Hornblatt und Ähriges Tausendblatt, Armleuchteralgen sowie Kleine und Dreifurchige Wasserlinse. An den Ufern und in Verlandungszonen siedeln Röhrichte aus Breitblättrigem Rohrkolben und Teichbinsen sowie Sumpfdotterblume, Sumpfschwertlilie, Froschlöffel, Gewöhnlicher Tannenwedel und Aufrechter Igelkolben. Weiterhin sind in der Tongrube Kleines Tausendgüldenkraut, Weißes Waldvöglein und Geflecktes Knabenkraut zu finden.
Die Tongrube ist Lebensraum von Gelbbauchunke, Grasfrosch, Teichfrosch, Erdkröte, Kammmolch, Bergmolch und Teichmolch sowie der Blindschleiche. Vereinzelt wurden auch Fadenmolch und Waldeidechse nachgewiesen. Ein Vorkommen des Laubfrosches gilt spätestens seit Beginn des 21. Jahrtausends als erloschen. Die Gelbbauchunke kommt hier an ihrer nördlichen Verbreitungsgrenze vor. Das Vorkommen ist von anderen Beständen isoliert. Der Bestand war in den 2000er- und 2010er-Jahren stark rückläufig. In der zweiten Hälfte der 2010er-Jahre wurde nur noch eine adulte Unke im Gebiet nachgewiesen, so dass davon auszugehen war, dass keine Reproduktion mehr erfolgte. In der Folge ist ein Wiederansiedlungsprogramm angelaufen. Hierfür werden Kaulquappen und Jungtiere in der Tongrube Ochtersum ausgesetzt, die zuvor in einem Aquaterrarium aufgezogen wurden. Als Spender dienen Elternpaare, die temporär aus stabilen Populationen im Ith-Hils-Bergland entnommen werden.
Bei einer 1998 durchgeführten Kartierung der Libellenfauna wurden Blaugrüne Mosaikjungfer, Braune Mosaikjungfer, Herbstmosaikjungfer, Hufeisenazurjungfer, Gemeine Becherjungfer, Weidenjungfer, Große Königslibelle, Große Pechlibelle, Kleines Granatauge, Plattbauch, Vierfleck, Frühe Adonislibelle, Glänzende Smaragdlibelle, Schwarze Heidelibelle, Blutrote Heidelibelle, Große Heidelibelle und Gemeine Heidelibelle nachgewiesen. Die Gewässer beherbergen auch Vorkommen der Gemeinen Teichmuschel. Das Gebiet ist unter anderem auch Lebensraum des Schwalbenschwanzes.
Das Gelände wird seit 2010 zur Pflege mit Heckrindern beweidet. Hierdurch wird die natürliche Sukzession deutlich gebremst. Zusätzlich finden zum Offenhalten der Lebensräume Entkusselungsmaßnahmen statt. Zur Verbesserung der Lebensbedingungen der Gelbbauchunke werden im Rahmen von Pflegemaßnahmen regelmäßig Rohbodenbereiche und Kleinstgewässer als Laichgewässer angelegt. Zum Schutz vor Störungen ist das Gelände eingezäunt. Im Eingangsbereich der Tongrube und an einem an der Tongrube verlaufenden Fußweg am Steinberg stehen Informationstafeln.
Erhalt und Entwicklung der Lebensräume in der Tongrube wurden von 2012 bis März 2018 durch ein Projekt im Rahmen des Bundesprogramms Biologische Vielfalt von Bundesamt für Naturschutz gefördert. Seit März 2018 erfolgt die Förderung durch das für eine Laufzeit von acht Jahren angelegte LIFE-Projekt „BOVAR“ der Europäischen Union. Pflegemaßnahmen werden aus Landesmitteln finanziert. Das Gebiet wird seit 1983 vom Ornithologischen Verein zu Hildesheim betreut.